# Північнокорейська криза
У 2017 році Північна Корея стрімко поліпшила свій ядерно-збройовий потенціал, загострив напруженість з Сполученими Штатами та їх союзниками. Північна Корея успішно провела серію випробувань міжконтинентальних балістичних ракет (МБР) і почала загрожувати атакою проти територій США і Південної Кореї. Стосовно цієї загрози, президент США Дональд Трамп заявив, що «військові приготування завершені, все готово до бою».
Колишні представник США в ООН Джон Болтон і міністр оборони США Леон Панетта заявили, що протистояння між США і Північною Кореєю через ядерну програму Пхеньяну можна порівняти з Карибською кризою.

## Передумови

### Ядерна програма Північної Кореї
У своїй новорічній промові, Кім Чен Ин, лідер Північної Кореї, заявив, що його країна перебуває на «останньому етапі» підготовки до випробувального запуску міжконтинентальної балістичної ракети (МБР).
3 травня, Північна Корея випустила виняткову і жорство сформульовану критику свого головного союзника, Китаю, заявивши: «Потрібно чітко зрозуміти, що канал доступу КНДР до ядерної зброї для існування й розвитку країни не можна ні змінити, ні похитнути […] КНДР ніколи не буде просити підтримки дружби з Китаєм, ризикуючи своєю ядерною програмою, яка настільки ж дорогоцінна, як і життя, незалежно від того, наскільки цінною є дружба […] Китаю краще замислитися над серйозними наслідками, які виникли внаслідок його безрозсудного акту, що призвело до руйнування стовпа відносин між КНДР та Китаєм». Суворий коментар також звинуватив китайські ЗМІ (які жорстко контролюються урядом) в тому, що ті йдуть на поводу у США.
У серпні, The Washington Post повідомила про конфіденційну оцінку, зроблену Розвідувальним управлінням Міністерства оборони США, що Північна Корея успішно розробила ядерні боєголовки для ракет, які можуть досягнути материкової частини США.

### Пересування авіаносця «Карл Вінсон»
Після американського бомбардування авіабази Шайрат в Сирії 7 квітня 2017 у відповідь на хімічну атаку, напруженість зросла, адже президент Трамп зважив подальші військові варіанти проти північнокорейської програми зі створення балістичних ракет. У своєму інтерв'ю Трамп сказав, що він направляє в Корею «потужну армаду», що складається з авіаносця «Карл Вінсон» і його ударної групи. На другому тижні квітня, світові ЗМІ помилково повідомили, що «Карл Вінсон» був розгорнутий у Японському морі, прямуючи до Північної Кореї, внаслідок плутанини, спричиненої «непорозумінням» між «Пентагоном і Білим дімом». Передчасне оголошення ВМС 8 квітня призвело до «збитої послідовністі подій».
17 квітня заступник посла Північної Кореї в ООН звинуватив США у «перетворенні Корейського півострова на найгарячішу точку в світі», тоді як північнокорейський уряд заявив про «свою готовність оголосити війну Сполученим Штатам, якщо сили Північної Кореї перебуватимуть під ударом». Насправді, 18 квітня, «Карл Вінсон» і його супровід були в Індійському океані за 4800 км від Кореї, і брали участь у планових спільних навчаннях з Королівським австралійським військово-морським флотом. 24 квітня, японські есмінці «Ашигара» та «Самідаре» брали участь у тактичних тренувальних навчаннях разом з «Карлом Вінсоном» біля Філіппін; Північна Корея погрожувала потопити його одним ударом. Раніше «Карл Вінсон» перебував у Південно-Китайському морі 2015 року, і потім у лютому 2017 на регулярних патрулях. Наприкінці квітня 2017, Трамп заявив: «Є шанс, що ми [Сполучені Штати] матимемо найсерйозніший конфлікт із Північною Кореєю».

### Санкції проти Північної Кореї
Студент американського університету Отто Вормбір був звільнений Північною Кореєю в червні 2017, перебуваючи в комі після майже 18 місяців полону. 19 червня, Вормбір помер не приходячи до тями через шість днів після повернення до США. Деякі американські чиновники звинуватили Північну Корею в його смерті. У липні Державний секретар США Рекс Тіллерсон затвердив «Географічні обмеження на пересування», які заборонили американцям відвідувати Північну Корею.
4 липня 2017 Північна Корея успішно провела перший тестовий запуск міжконтинентальної балістичної ракети (МБР) під назвою Хвасон-14. 28 липня відбувся черговий тестовий запуск. 5 серпня, ООН одностайно наклала на Північну Корею додаткові санкції через ядерну програму. Північна Корея відповіла, що це «порушення суверенітету» і вони змусять США «заплатити за свій злочин… тисячі разів».

### THAAD в Південній Кореї
Через північнокорейську ракетну загрозу, Корейські сили США розгорнули противоракетний комплекс THAAD у Південній Кореї. Цей крок викликав категоричні заперечення з боку Китаю, Росії та Північної Кореї.

## Хронологія

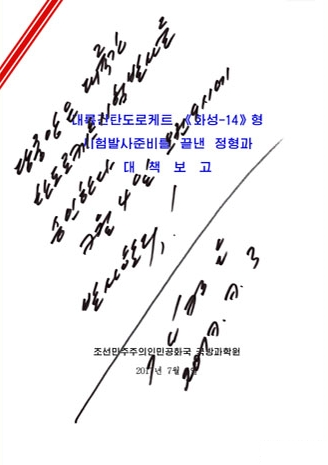
Наказ Кім Чен Ина щодо першого тестового запуску Хвасон-14

8 серпня 2017 президент Дональд Трамп попередив, що ядерні загрози Північної Кореї будуть «зутрінуті вогнем, люттю і, відверто кажучи, силою, подібну до якої світ ще ніколи не бачив». Північна Корея заявила, що розглядає варіанти атаки американських військових баз на території США Гуаму.
10 серпня, генерал-лейтенант Північної Кореї Кім Рак Гьом сказав, що слова Трампа про «вогонь і лють» є «нісенітницею» і ствердив, що «розумний діалог» з Трампом як з президентом США неможливий. Північнокорейське урядове інформаційне агентство KCNA повідомило, що війська країни розглядають план запуску чотирьох МБР типу Хвасон-12 у Філіппінське море, за 30-40 км від острова Гуам. Час польоту ракет оцінювався рівно в 17 хвилин і 45 секунд. У доповіді KCNA було зазначено, що план буде введений в дію в середині серпня. Американські чиновники заявили, що Джозеф Юн, посол США в політиці Північної Кореї, і старший північнокорейський дипломат Пак Сонг Ил, який очолює місію країни в ООН, регулярно контактували в ході цього диспуту за допомогою каналу зв'язку, який вони назвали «нью-йорським каналом».
14 серпня секретар Ради національної безпеки і оборони України Олександр Турчинов заперечив, що Україна коли-небудь постачала ракетні технології в Північну Корею, відповідаючи на статтю New York Times в якій говорилося про те, ніби Північна Корея можливо придбала ракетні двигуни з українського заводу Южмаш, який також спростував цей звіт.
15 серпня Ким Чен Ин заявив, що він відклав рішення про обстріл тихоокеанської території США Гуам, поки буде чекати на подальші дії Трампа.
25 серпня Північна Корея випустила три ракети з провінції Канвон у південно-східній частині країни. За даними командира Дейва Бенхема з Тихоокеанського Командування Збройних сил США, одна з ракет вибухнула під час запуску, а дві інші через несправність упали в Японське море після 250 км польоту.
29 серпня о 5:58 ранку за японським часом (0:58 за Києвом) Північна Корея випустила ракету, яка пролетіла над Хоккайдо, Японія. Ракета досягла висоти 550 км і здолала близько 2700 км, перш ніж о 6:12 упала в Тихий океан за 1180 км на схід від мису Ерімо (Хоккайдо). Цей випадок стався вперше після 1998 року, коли північнокорейська ракета пролетіла над територією Японії. Внаслідок польоту рекети активізувалася система сповіщення на Хоккайдо, яка порадила людям шукати сховище. Пізніше того ж дня було скликане екстрене засідання Ради Безпеки ООН для обговорення події.
3 вересня 2017 року сейсмологами різних країн було зафіксовано підземні поштовхи в тому ж районі, в якому проводилося останнє, п'яте ядерне випробування. Невдовзі влада КНДР офіційно оголосила про успішне випробування водневої бомби.